# Георги Левенов
Георги Левенов е български волейболист, централен блокировач, състезател на тима от волейболната Efbet Супер Лига на България ВК Сливнишки герой (Сливница), където старши треньор е Мартин Стоев.

## Биография
Роден е в Разлог, през 1998 година. Юноша е на местния ВК Пирин (Разлог).
През 2018 година се присъединява към тима на Тетевен Волей. През 2019 тодина играе за ВК Миньор (Перник) в Супер лигата на България. От 2020 г. е част от ВК Сливнишки герой (Сливница) През 2021 година стана Шампион на висшата волейболна лига с тима на ВК Сливнишки герой.
Учи в Югозападния университет в Благоевград.